# Manuel Amoros
Manuel Amoros (Nîmes, 1º febbraio 1962) è un ex calciatore e allenatore di calcio francese, di ruolo difensore.

## Biografia
Amoros è nato in Occitania da genitori spagnoli rifugiatisi in Francia per sfuggire al regime franchista. Anche il figlio Sébastien è un calciatore.

## Carriera

### Giocatore
A livello di squadre di club ha militato nel Monaco dal 1980 al 1989, vincendo due campionati, nel 1982 e nel 1988 e una Coppa di Francia nel 1985. Successivamente ha giocato nell'Olympique Marsiglia, vincendo tre titoli nazionali (1990, 1991 e 1992), nel Lione (1992-1995) e ancora nell'Olympique Marsiglia (1995-1996) ottenendo una promozione in Ligue 1.
Ha collezionato 82 presenze e una rete in nazionale vincendo un titolo europeo nel 1984.
Ha preso attivamente parte, nella sua carriera, a tre importanti serie di tiri di rigore: con la nazionale francese ha segnato sia nella semifinale, poi rocambolescamente persa, contro la Germania Ovest ai Campionati del Mondo del 1982 in Spagna (la celeberrima notte di Siviglia), sia nei quarti di finale del Campionato del Mondo 1986 in Messico nella sfida contro il Brasile (da molti considerata come la più emozionante partita di quel Mondiale). 
Invece il suo errore dal dischetto è stato decisivo (essendo l'unico di quella serie di calci di rigore) per la sconfitta dell'Olympique Marsiglia nella finale di Champions League della stagione 1990-1991 giocata allo stadio San Nicola di Bari contro la Stella Rossa Belgrado.

## Statistiche

### Cronologia presenze e reti in nazionale
| Cronologia completa delle presenze e delle reti in nazionale ― Francia | Cronologia completa delle presenze e delle reti in nazionale ― Francia | Cronologia completa delle presenze e delle reti in nazionale ― Francia | Cronologia completa delle presenze e delle reti in nazionale ― Francia | Cronologia completa delle presenze e delle reti in nazionale ― Francia | Cronologia completa delle presenze e delle reti in nazionale ― Francia | Cronologia completa delle presenze e delle reti in nazionale ― Francia | Cronologia completa delle presenze e delle reti in nazionale ― Francia |
| Data                                                                   | Città                                                                  | In casa                                                                | Risultato                                                              | Ospiti                                                                 | Competizione                                                           | Reti                                                                   | Note                                                                   |
| ---------------------------------------------------------------------- | ---------------------------------------------------------------------- | ---------------------------------------------------------------------- | ---------------------------------------------------------------------- | ---------------------------------------------------------------------- | ---------------------------------------------------------------------- | ---------------------------------------------------------------------- | ---------------------------------------------------------------------- |
| 23-2-1982                                                              | Parigi                                                                 | Francia                                                                | 2 – 0                                                                  | Italia                                                                 | Amichevole                                                             | -                                                                      |                                                                        |
| 24-3-1982                                                              | Parigi                                                                 | Francia                                                                | 4 – 0                                                                  | Irlanda del Nord                                                       | Amichevole                                                             | -                                                                      |                                                                        |
| 28-4-1982                                                              | Parigi                                                                 | Francia                                                                | 0 – 1                                                                  | Perù                                                                   | Amichevole                                                             | -                                                                      |                                                                        |
| 14-5-1982                                                              | Lione                                                                  | Francia                                                                | 0 – 0                                                                  | Bulgaria                                                               | Amichevole                                                             | -                                                                      |                                                                        |
| 21-6-1982                                                              | Valladolid                                                             | Francia                                                                | 4 – 1                                                                  | Kuwait                                                                 | Mondiali 1982 - 1º turno                                               | -                                                                      | 68’                                                                    |
| 24-6-1982                                                              | Valladolid                                                             | Francia                                                                | 1 – 1                                                                  | Cecoslovacchia                                                         | Mondiali 1982 - 1º turno                                               | -                                                                      | 47’                                                                    |
| 4-7-1982                                                               | Madrid                                                                 | Francia                                                                | 4 – 1                                                                  | Irlanda del Nord                                                       | Mondiali 1982 - 2º turno                                               | -                                                                      |                                                                        |
| 8-7-1982                                                               | Siviglia                                                               | Germania Ovest                                                         | 3 – 3 dts (5 – 4 dtr)                                                  | Francia                                                                | Mondiali 1982 - Semifinale                                             | -                                                                      |                                                                        |
| 10-7-1982                                                              | Alicante                                                               | Polonia                                                                | 3 – 2                                                                  | Francia                                                                | Mondiali 1982 - Finale 3º posto                                        | -                                                                      |                                                                        |
| 31-8-1982                                                              | Parigi                                                                 | Francia                                                                | 0 – 4                                                                  | Polonia                                                                | Amichevole                                                             | -                                                                      |                                                                        |
| 10-11-1982                                                             | Rotterdam                                                              | Paesi Bassi                                                            | 1 – 2                                                                  | Francia                                                                | Amichevole                                                             | -                                                                      |                                                                        |
| 16-2-1983                                                              | Guimarães                                                              | Portogallo                                                             | 0 – 3                                                                  | Francia                                                                | Amichevole                                                             | -                                                                      |                                                                        |
| 23-3-1983                                                              | Parigi                                                                 | Francia                                                                | 1 – 1                                                                  | Unione Sovietica                                                       | Amichevole                                                             | -                                                                      |                                                                        |
| 23-4-1983                                                              | Parigi                                                                 | Francia                                                                | 4 – 0                                                                  | Jugoslavia                                                             | Amichevole                                                             | -                                                                      |                                                                        |
| 31-5-1983                                                              | Lussemburgo                                                            | Belgio                                                                 | 1 – 1                                                                  | Francia                                                                | Amichevole                                                             | -                                                                      |                                                                        |
| 7-9-1983                                                               | Copenaghen                                                             | Danimarca                                                              | 3 – 1                                                                  | Francia                                                                | Amichevole                                                             | -                                                                      |                                                                        |
| 12-11-1983                                                             | Zagabria                                                               | Jugoslavia                                                             | 1 – 2                                                                  | Francia                                                                | Amichevole                                                             | -                                                                      |                                                                        |
| 29-2-1984                                                              | Parigi                                                                 | Francia                                                                | 2 – 0                                                                  | Inghilterra                                                            | Amichevole                                                             | -                                                                      |                                                                        |
| 28-3-1984                                                              | Bordeaux                                                               | Francia                                                                | 1 – 0                                                                  | Austria                                                                | Amichevole                                                             | -                                                                      |                                                                        |
| 18-4-1984                                                              | Strasburgo                                                             | Francia                                                                | 1 – 0                                                                  | Germania Ovest                                                         | Amichevole                                                             | -                                                                      |                                                                        |
| 1-6-1984                                                               | Marsiglia                                                              | Francia                                                                | 2 – 0                                                                  | Scozia                                                                 | Amichevole                                                             | -                                                                      |                                                                        |
| 12-6-1984                                                              | Parigi                                                                 | Francia                                                                | 1 – 0                                                                  | Danimarca                                                              | Euro 1984 - 1º turno                                                   | -                                                                      | 87’                                                                    |
| 27-6-1984                                                              | Parigi                                                                 | Francia                                                                | 2 – 0                                                                  | Spagna                                                                 | Euro 1984 - Finale                                                     | -                                                                      | 72’                                                                    |
| 13-10-1984                                                             | Lussemburgo                                                            | Lussemburgo                                                            | 0 – 4                                                                  | Francia                                                                | Qual. Mondiali 1986                                                    | -                                                                      |                                                                        |
| 21-11-1984                                                             | Parigi                                                                 | Francia                                                                | 1 – 0                                                                  | Bulgaria                                                               | Qual. Mondiali 1986                                                    | -                                                                      |                                                                        |
| 8-12-1984                                                              | Parigi                                                                 | Francia                                                                | 2 – 0                                                                  | Germania Est                                                           | Qual. Mondiali 1986                                                    | -                                                                      |                                                                        |
| 3-4-1985                                                               | Sarajevo                                                               | Jugoslavia                                                             | 0 – 0                                                                  | Francia                                                                | Qual. Mondiali 1986                                                    | -                                                                      |                                                                        |
| 2-5-1985                                                               | Sofia                                                                  | Bulgaria                                                               | 2 – 0                                                                  | Francia                                                                | Qual. Mondiali 1986                                                    | -                                                                      |                                                                        |
| 30-10-1985                                                             | Parigi                                                                 | Francia                                                                | 6 – 0                                                                  | Lussemburgo                                                            | Qual. Mondiali 1986                                                    | -                                                                      |                                                                        |
| 16-11-1985                                                             | Parigi                                                                 | Francia                                                                | 2 – 0                                                                  | Jugoslavia                                                             | Qual. Mondiali 1986                                                    | -                                                                      |                                                                        |
| 26-2-1986                                                              | Parigi                                                                 | Francia                                                                | 0 – 0                                                                  | Irlanda del Nord                                                       | Amichevole                                                             | -                                                                      |                                                                        |
| 26-3-1986                                                              | Parigi                                                                 | Francia                                                                | 2 – 0                                                                  | Argentina                                                              | Amichevole                                                             | -                                                                      |                                                                        |
| 1-6-1986                                                               | León                                                                   | Canada                                                                 | 0 – 1                                                                  | Francia                                                                | Mondiali 1986 - 1º turno                                               | -                                                                      | 43’                                                                    |
| 5-6-1986                                                               | León                                                                   | Francia                                                                | 1 – 1                                                                  | Unione Sovietica                                                       | Mondiali 1986 - 1º turno                                               | -                                                                      |                                                                        |
| 9-6-1986                                                               | León                                                                   | Ungheria                                                               | 0 – 3                                                                  | Francia                                                                | Mondiali 1986 - 1º turno                                               | -                                                                      |                                                                        |
| 17-6-1986                                                              | Città del Messico                                                      | Italia                                                                 | 0 – 2                                                                  | Francia                                                                | Mondiali 1986 - Ottavi di finale                                       | -                                                                      |                                                                        |
| 21-6-1986                                                              | Guadalajara                                                            | Brasile                                                                | 1 – 1 dts (3 – 4 dtr)                                                  | Francia                                                                | Mondiali 1986 - Quarti di finale                                       | -                                                                      |                                                                        |
| 25-6-1986                                                              | Guadalajara                                                            | Francia                                                                | 0 – 2                                                                  | Germania Ovest                                                         | Mondiali 1986 - Semifinale                                             | -                                                                      |                                                                        |
| 28-6-1986                                                              | Puebla de Zaragoza                                                     | Belgio                                                                 | 2 – 4                                                                  | Francia                                                                | Mondiali 1986 - Finale 3º posto                                        | 1                                                                      |                                                                        |
| 19-8-1986                                                              | Losanna                                                                | Svizzera                                                               | 2 – 0                                                                  | Francia                                                                | Amichevole                                                             | -                                                                      | 68’                                                                    |
| 10-9-1986                                                              | Reykjavík                                                              | Islanda                                                                | 0 – 0                                                                  | Francia                                                                | Qual. Euro 1988                                                        | -                                                                      | 88’                                                                    |
| 11-10-1986                                                             | Parigi                                                                 | Francia                                                                | 0 – 2                                                                  | Unione Sovietica                                                       | Qual. Euro 1988                                                        | -                                                                      |                                                                        |
| 19-11-1986                                                             | Lipsia                                                                 | Germania Est                                                           | 0 – 0                                                                  | Francia                                                                | Qual. Euro 1988                                                        | -                                                                      |                                                                        |
| 29-4-1987                                                              | Parigi                                                                 | Francia                                                                | 2 – 0                                                                  | Islanda                                                                | Qual. Euro 1988                                                        | -                                                                      |                                                                        |
| 16-6-1987                                                              | Oslo                                                                   | Norvegia                                                               | 2 – 0                                                                  | Francia                                                                | Qual. Euro 1988                                                        | -                                                                      |                                                                        |
| 12-8-1987                                                              | Berlino                                                                | Germania Ovest                                                         | 2 – 1                                                                  | Francia                                                                | Amichevole                                                             | -                                                                      |                                                                        |
| 9-9-1987                                                               | Mosca                                                                  | Unione Sovietica                                                       | 1 – 1                                                                  | Francia                                                                | Qual. Euro 1988                                                        | -                                                                      |                                                                        |
| 14-10-1987                                                             | Parigi                                                                 | Francia                                                                | 1 – 1                                                                  | Norvegia                                                               | Qual. Euro 1988                                                        | -                                                                      |                                                                        |
| 18-11-1987                                                             | Parigi                                                                 | Francia                                                                | 0 – 1                                                                  | Germania Est                                                           | Qual. Euro 1988                                                        | -                                                                      | cap.                                                                   |
| 27-1-1988                                                              | Tel Aviv                                                               | Israele                                                                | 1 – 1                                                                  | Francia                                                                | Amichevole                                                             | -                                                                      |                                                                        |
| 2-2-1988                                                               | Tolosa                                                                 | Francia                                                                | 2 – 1                                                                  | Svizzera                                                               | Amichevole                                                             | -                                                                      | cap.                                                                   |
| 5-2-1988                                                               | Monaco                                                                 | Francia                                                                | 2 – 1                                                                  | Marocco                                                                | Amichevole                                                             | -                                                                      | cap.                                                                   |
| 23-3-1988                                                              | Bordeaux                                                               | Francia                                                                | 2 – 1                                                                  | Spagna                                                                 | Amichevole                                                             | -                                                                      | 80’                                                                    |
| 27-4-1988                                                              | Belfast                                                                | Irlanda del Nord                                                       | 0 – 0                                                                  | Francia                                                                | Amichevole                                                             | -                                                                      |                                                                        |
| 24-8-1988                                                              | Parigi                                                                 | Francia                                                                | 1 – 1                                                                  | Cecoslovacchia                                                         | Amichevole                                                             | -                                                                      | cap.                                                                   |
| 28-9-1988                                                              | Parigi                                                                 | Francia                                                                | 1 – 0                                                                  | Norvegia                                                               | Qual. Mondiali 1990                                                    | -                                                                      | cap.                                                                   |
| 22-10-1988                                                             | Nicosia                                                                | Cipro                                                                  | 1 – 1                                                                  | Francia                                                                | Qual. Mondiali 1990                                                    | -                                                                      | cap.                                                                   |
| 19-11-1988                                                             | Belgrado                                                               | Jugoslavia                                                             | 3 – 2                                                                  | Francia                                                                | Qual. Mondiali 1990                                                    | -                                                                      | cap.                                                                   |
| 7-2-1989                                                               | Dublino                                                                | Irlanda                                                                | 0 – 0                                                                  | Francia                                                                | Amichevole                                                             | -                                                                      | cap.                                                                   |
| 8-3-1989                                                               | Glasgow                                                                | Scozia                                                                 | 2 – 0                                                                  | Francia                                                                | Qual. Mondiali 1990                                                    | -                                                                      | cap.                                                                   |
| 29-4-1989                                                              | Parigi                                                                 | Francia                                                                | 0 – 0                                                                  | Jugoslavia                                                             | Qual. Mondiali 1990                                                    | -                                                                      | cap.                                                                   |
| 16-8-1989                                                              | Malmö                                                                  | Svezia                                                                 | 2 – 4                                                                  | Francia                                                                | Amichevole                                                             | -                                                                      | cap.                                                                   |
| 5-9-1989                                                               | Oslo                                                                   | Norvegia                                                               | 1 – 1                                                                  | Francia                                                                | Amichevole                                                             | -                                                                      | cap.                                                                   |
| 18-11-1989                                                             | Tolosa                                                                 | Francia                                                                | 2 – 0                                                                  | Cipro                                                                  | Qual. Mondiali 1990                                                    | -                                                                      | cap.                                                                   |
| 21-1-1990                                                              | Madinat al-Kuwait                                                      | Kuwait                                                                 | 0 – 1                                                                  | Francia                                                                | Amichevole                                                             | -                                                                      | cap.                                                                   |
| 24-1-1990                                                              | Madinat al-Kuwait                                                      | Francia                                                                | 3 – 0                                                                  | Germania Est                                                           | Amichevole                                                             | -                                                                      | cap. 81’                                                               |
| 28-2-1990                                                              | Montpellier                                                            | Francia                                                                | 2 – 1                                                                  | Germania Ovest                                                         | Amichevole                                                             | -                                                                      | cap.                                                                   |
| 28-3-1990                                                              | Budapest                                                               | Ungheria                                                               | 1 – 3                                                                  | Francia                                                                | Amichevole                                                             | -                                                                      | cap. 46’                                                               |
| 15-8-1990                                                              | Parigi                                                                 | Francia                                                                | 0 – 0                                                                  | Polonia                                                                | Amichevole                                                             | -                                                                      | cap. 76’                                                               |
| 5-9-1990                                                               | Reykjavík                                                              | Islanda                                                                | 1 – 2                                                                  | Francia                                                                | Qual. Euro 1992                                                        | -                                                                      | cap.                                                                   |
| 20-2-1991                                                              | Parigi                                                                 | Francia                                                                | 3 – 1                                                                  | Spagna                                                                 | Qual. Euro 1992                                                        | -                                                                      | cap.                                                                   |
| 30-3-1991                                                              | Parigi                                                                 | Francia                                                                | 5 – 0                                                                  | Albania                                                                | Qual. Euro 1992                                                        | -                                                                      | cap.                                                                   |
| 14-8-1991                                                              | Poznań                                                                 | Polonia                                                                | 1 – 5                                                                  | Francia                                                                | Amichevole                                                             | -                                                                      | cap. 72’                                                               |
| 4-9-1991                                                               | Bratislava                                                             | Cecoslovacchia                                                         | 1 – 2                                                                  | Francia                                                                | Qual. Euro 1992                                                        | -                                                                      | cap.                                                                   |
| 12-10-1991                                                             | Siviglia                                                               | Spagna                                                                 | 1 – 2                                                                  | Francia                                                                | Qual. Euro 1992                                                        | -                                                                      | cap. 21’                                                               |
| 20-11-1991                                                             | Parigi                                                                 | Francia                                                                | 3 – 1                                                                  | Islanda                                                                | Qual. Euro 1992                                                        | -                                                                      | cap.                                                                   |
| 19-2-1992                                                              | Londra                                                                 | Inghilterra                                                            | 2 – 0                                                                  | Francia                                                                | Amichevole                                                             | -                                                                      | cap.                                                                   |
| 25-3-1992                                                              | Parigi                                                                 | Francia                                                                | 3 – 3                                                                  | Belgio                                                                 | Amichevole                                                             | -                                                                      | 62’                                                                    |
| 5-6-1992                                                               | Lens                                                                   | Francia                                                                | 1 – 1                                                                  | Paesi Bassi                                                            | Amichevole                                                             | -                                                                      | 46’                                                                    |
| 10-6-1992                                                              | Solna                                                                  | Svezia                                                                 | 1 – 1                                                                  | Francia                                                                | Euro 1992 - 1º turno                                                   | -                                                                      | cap.                                                                   |
| 14-6-1992                                                              | Malmö                                                                  | Francia                                                                | 0 – 0                                                                  | Inghilterra                                                            | Euro 1992 - 1º turno                                                   | -                                                                      | cap.                                                                   |
| 17-6-1992                                                              | Malmö                                                                  | Francia                                                                | 1 – 2                                                                  | Danimarca                                                              | Euro 1992 - 1º turno                                                   | -                                                                      | cap.                                                                   |
| Totale                                                                 |                                                                        | Presenze                                                               | 82                                                                     |                                                                        | Reti                                                                   | 1                                                                      |                                                                        |

## Palmarès

### Giocatore

#### Club

##### Competizioni nazionali
- Campionato francese: 5

Monaco: 1981-1982, 1987-1988
Olympique Marsiglia: 1989-1990, 1990-1991, 1991-1992
- Campionato francese: 1 (revocato)

Olympique Marsiglia: 1992-1993
- Coppa di Francia: 1

Monaco: 1984-1985
- Supercoppa francese: 1

Monaco: 1985

##### Competizioni internazionali
- UEFA Champions League: 1

Olympique Marsiglia: 1992-1993

#### Nazionale
- Campionato d'Europa: 1

Francia 1984

#### Individuale
- Miglior giovane dei Mondiali: 1[4]

Spagna 1982
- Calciatore francese dell'anno: 1

1986